# Antoni Careta y Vidal
Antonio Careta y Vidal (Gracia, 1843-Barcelona, 1924) fue un escritor español.

## Biografía
Nacido el 12 de septiembre de 1843 en la villa de Gracia, se dedicó al estudio de la lengua y literatura catalanas y colaboró en publicaciones periódicas como Lo Gay Saber, La Renaixensa, La Ilustració Catalana, Revista Literaria, Revue des Langues Romanes, Diario de Barcelona y La Veu de Catalunya. En Lo Gay Saber publicó una traducción en prosa del poema provenzal de Félix Gras titulado Los Carboners (1878), la novelita Un voluntari d'África (1880), y la novela Cor y sanch (1881). En la Revista Literaria de Barcelona insertó otra pequeña novela, La fábrica vella. El 15 de diciembre de 1869 se puso en escena, en el teatro del Circo de Barcelona, una comedia de costumbres en un acto y en verso, que había escrito con el título de Vells y jovens. En 1876 le fueron premiados en los Juegos Florales de Barcelona seis cuadros de costumbres de Barcelona, y por la Asociación Literaria de Gerona tres narraciones. Fallecido en Barcelona el 10 de febrero de 1924, fue autor también de un Diccionari de barbarismes.

## Obras
- Brosta, qüentos, escenas de costums, tradicions, novelas y fantasía.—Barcelona: imp. de Roca y Bros, 1878; un vol. en 8.°, 244 págs.[1]
- Euras. Poesías.—Barcelona: tip, de Casamitjana y C.ª, 1882; un vol. en 8.°, 152 págs.[1]
- «Barbarismes y vulgarismes que malmeten la llengua catalana, posats en ordre y esmenats».—Barcelona: imp. de Berdós, 1886; un cuaderno en 8.°, 16 págs.[1]
- «Dibuixos á la pluma», tres narraciones en prosa. Gerona: imp. de P. Torres, 1885; en 4.°, 26 págs.[1]
- Las Conseqüencias, novela.—Barcelona: La Ilustració Catalana, un vol. de 260 págs.[1]